# Vilasina vernicosa
Vilasina vernicosa är en musselart som först beskrevs av Middendorff 1849.  Vilasina vernicosa ingår i släktet Vilasina och familjen blåmusslor. Inga underarter finns listade i Catalogue of Life.